# Томас Райт (астроном)
То́мас Райт (англ. Thomas Wright; 22 вересня 1711, Байєрс-Грін, поблизу міста Дарем — 25 лютого 1786, Байєрс-Грін) — англійський астроном, математик, архітектор.

## Біографія
Томас Райт народився у Байєрс Грін, що графстві Дарем (Англія). Знання отримав самоосвітою. У 1730 Райт заснував школу в Сандерленді. У ній викладав математику і навігацію. Згодом викладав математику та астрономію у Лондоні. У 1742 був запрошений російською імператрицею Єлизаветою на посаду професора навігації в Санкт-Петербурзькій академії наук, але відмовився.
У 1746 Райт перебрався на один рік в Ірландію, де вивчав її древню історію. У 1755 викупив батьківський дім і став у ньому проживати до самої смерті.

## Вклад в астрономію
На астрономічну тематику Райт написав дві праці: «Фізичні та математичні елементи астрономії …» (1742) та «Оригінальна теорія, або нова гіпотеза Всесвіту, що ґрунтується на законах природи і пояснює за допомогою математичних принципів основні явища спостережуваного творіння» (1750), які до XX ст. залишалися у рукописах.
Перша праця була вступом до астрономії, який багато історичного матеріалу.
У другій праці, написаній у формі дев'яти листів до друга, він дав пояснення будови Сонячної системи та Всесвіту. Сонячну систему він розглядав як планетно-кометну систему. Використовуючи відкриття Едмунда Галлея про власний рух у трьох зір, Райт зробив висновок про те, що всі зорі можуть рухатися. Він описує два можливих пояснення смуги Чумацького Шляху. За першим поясненням Всесвіт має особливу шарувату структуру. Зорі знаходяться у відносно тонких сферичних шарах, що оточують центр Всесвіту. Чумацький Шлях є частиною цього шару, в якому знаходиться Сонячна система.
Друга гіпотеза розглядає Всесвіт, як кільця Сатурна. Зорі рухаються навколо «божественного центра» у кільцевій зоні подібно частинам, що складають кільце Сатурна. Таких зоряних кільцевих шарів може бути багато. Спільним у цих гіпотезах є те що, ми не можемо бачити всю структуру Всесвіту.
Німецький філософ Іммануїл Кант, ознайомившись з ідеями Томаса Райта, які були стисло викладені у журналі «Hamburgische freie Urtheile», ототожнив Чумацький Шлях з ізольованою системою. Це висновок був правильний, проте не відповідав поглядам самого Райта.